# Wilhelm Fryś
Wilhelm Fryś (ur. 27 maja 1869 w Andrychowie, zm. 18 grudnia 1923 w Warszawie) – pułkownik korpusu kontrolerów Wojska Polskiego.

## Życiorys
Urodził się 27 maja 1869 w Andrychowie, w ówczesnym powiecie wadowickim Królestwa Galicji i Lodomerii, w rodzinie Piotra (1833–1901), z zawodu kuśnierza, potem piekarza i Agnieszki z Gieruszczaków. Miał czterech braci, wśród nich: Franciszka (1865–1942), piekarza i Rudolfa Fryszowskiego (1889–1953), majora Wojska Polskiego, artystę malarza i cztery siostry.
W 1890 zakończył naukę i zdał maturę w c. k. Gimnazjum w Wadowicach. W latach 1890–1891 jako jednoroczny ochotnik odbył obowiązkową służbę wojskową w Galicyjskim Pułku Piechoty Nr 56 w Krakowie. Po zakończeniu służby wojskowej przez pięć semestrów studiował na Wydziale Prawa Uniwersytetu Jagiellońskiego. W międzyczasie został mianowany na stopień podporucznika ze starszeństwem z 1 stycznia 1892 w korpusie oficerów rezerwy piechoty i przydzielony w rezerwie do Galicyjskiego Pułku Piechoty Nr 55 we Lwowie.
W maju 1894 przerwał studia i rozpoczął zawodową służbę wojskową w cesarsko-królewskiej Obronie Krajowej. Został przemianowany na oficera zawodowego w stopniu podporucznika ze starszeństwem z 1 listopada 1894 i wcielony do 16 Pułku Piechoty Obrony Krajowej w Krakowie. Na stopień porucznika został awansowany ze starszeństwem z 1 maja 1897, a na stopień kapitana 2. klasy ze starszeństwem z 1 listopada 1906. W 1912 został przeniesiony do 20 Pułku Piechoty Obrony Krajowej w Stanisławowie. W szeregach tego pułku (w 1917 przemianowanym na Pułk Strzelców Nr 20) walczył na froncie rosyjskim I wojny światowej. W październiku 1914 jako dowódca batalionu został ciężko ranny. Na stopień majora został awansowany ze starszeństwem z 1 maja 1915, a na stopień podpułkownika ze starszeństwem z 1 sierpnia 1917.
1 listopada 1918 został przyjęty do Wojska Polskiego i przydzielony do Komendy Pułku Piechoty Ziemi Bocheńskiej Nr 15. Od 1 stycznia do 31 maja 1919 był organizatorem i pierwszym dowódcą 15 Pułku Piechoty. W czerwcu 1919 pełniąc funkcję prezesa Komisji do odbioru majątku po Krajowej Komisji Opieki nad Inwalidami przejął majątek pod zarząd wojskowy. 3 lipca 1919 został przydzielony do Sekcji Ekonomiczno-Kontrolnej Dowództwa Okręgu Generalnego „Kraków” i mianowany dowódcą Zakładu Umundurowania WP w Krakowie. 11 czerwca 1920 został zatwierdzony z dniem 1 kwietnia 1920 w stopniu podpułkownika, w piechocie, w „grupie byłej armii austriacko-węgierskiej”. 15 listopada 1920 został przydzielony do Sekcji Kontroli Faktycznej Oddziału IV Sztabu Ministerstwa Spraw Wojskowych w Warszawie, w charakterze kontrolera wojskowego. 1 czerwca 1921 pełnił służbę w Oddziale IV Sztabu Ministerstwa Spraw Wojskowych, a jego oddziałem macierzystym był wówczas 10 Pułk Piechoty w Łowiczu.
3 maja 1922 został zweryfikowany w stopniu pułkownika ze starszeństwem z dniem 1 czerwca 1919 i 6. lokatą w korpusie oficerów kontrolerów. Wówczas jego oddziałem macierzystym była Wojskowa Kontrola Generalna. Następnie pełnił służbę na stanowisku szefa Grupy VI Korpusu Kontrolerów do spraw umundurowania i zakwaterowania. „Pomimo tego, że był inwalidą wojennym energię życiową zachował do ostatniej chwili życia. Na zajmowanych stanowiskach przez niezmordowaną pracę oraz fachową wiedzę położył duże zasługi w dziedzinie ulepszenia gospodarki i administracji wojskowej”.
Zmarł 18 grudnia 1923 w Szpitalu Ujazdowskim w Warszawie. W piątek 21 grudnia 1923, w Głównej Kaplicy Szpitala Ujazdowskiego przy ulicy Pięknej, odbyło się nabożeństwo żałobne po czym zwłoki zostały przetransportowane na Dworzec Główny. Został pochowany w Andrychowie.
Wilhelm Fryś w 1901 ożenił się z Zofią Kloss. Małżeństwo było bezdzietne.

## Ordery i odznaczenia
W czasie służby w cesarsko-królewskiej Obronie Krajowej otrzymał:
- Krzyż Zasługi Wojskowej 3 klasy z dekoracją wojenną i mieczami (1916),
- Brązowy Medal Zasługi Wojskowej na czerwonej wstążce,
- Brązowy Medal Jubileuszowy Pamiątkowy dla Sił Zbrojnych i Żandarmerii,
- Krzyż Jubileuszowy Wojskowy,
- Krzyż Pamiątkowy Mobilizacji 1912–1913[20].